# 磷鱷屬
磷鱷屬（學名：Phosphatosaurus）是鱷形超目新鱷類森林鱷科的一屬，生存於古新世的北非突尼西亞與馬里。目前只有唯一種，模式種長吻磷鱷（P. gavialoides）。一個發現於尼日的鱷形類標本，可能屬於磷鱷。

## 體徵
磷鱷是體型最大的森林鱷科動物，身長更可達9公尺，口鼻部較短、更寬、咬合力更大，牙齒較大、較鈍，而體型更壯碩。磷鱷的頜部不適合抓住易滑的獵物，顯示牠們採用抓住、壓碎的方式，獵食較大型的海生動物，例如海龜。口鼻部的兩側較為凹陷，因此從上下側看，口鼻部呈湯匙狀。磷鱷是異型齒動物。根據齒槽位置，下頜的牙齒成對排列，每兩顆牙齒的間隔較窄，與前後其他牙齒的間隔較寬。其他森林鱷科並沒有這個特徵，而某些長口鼻的鱷形類具有種特徵，例如：長吻鱷超科的始鱷。這些每兩顆牙齒之間的較寬齒縫，是在咬合時接納較大的上頜牙齒。

## 分類
在1979年，法國古生物學家埃瑞克·比弗托（Eric Buffetaut）建立磷鱷亞科（Phosphatosaurinae），當時只包含磷鱷、與其最近親索科托鱷。近年研究多認為磷鱷亞科是暫時性有效的分類單元，因為目前這兩個屬的化石材料、特徵研究有限。
磷鱷的最近親是索科托鱷，兩者的地理分布、與其他森林鱷科的演化關係，顯示該地區可能曾經存在一個森林鱷科小型演化支，從白堊紀末期存活到始新世，在白堊紀-第三紀滅絕事件存活下來。

### 種系發生學
磷鱷是種原始森林鱷科，常被歸類於森林鱷科的原始位置。埃瑞克·比弗托在1978年發表的分類研究，根據磷鱷的許多原始特徵，而將牠們歸類於森林鱷科的原始位置，但當時並沒有經過詳細的種系發生學分析。近年的詳細種系發生學分析，也得出磷鱷是原始森林鱷科的結論。在大部分研究裡，磷鱷、索科托鱷形成一個小型、原始演化支，兩者互為最近親。在2005年命名的徹納恩鱷，是種短口鼻部的森林鱷科，其演化位置比磷鱷、索科托鱷還要原始。

## 外部連結
- 磷鱷 （页面存档备份，存于）  Paleobiology Database